# تاریخ گراش
تاریخ گراش به سیر تاریخی شهر گراش در استان فارس اشاره دارد.
گراش از نظر تاریخی یکی از شهرهای مهم در جنوب استان فارس محسوب می‌شود. وجود قلعهٔ گراش یا همایون‌دژ بر روی کوه کلات که در مرکز شهر قرار دارد و به گواه اکثر مورخانی که به این موضوع پرداخته‌اند، از لحاظ استراتژیکی از موقعیت بسیار مناسبی برخوردار است، یکی از جنبه‌های اهمیت شهر گراش در طول تاریخ است.
به دلیل استراتژیک بودن قلعهٔ گراش، در دوران قاجار، سلسله‌حکامی بر جنوب فارس و بنادر و جزایر جنوب ایران حکمرانی می‌کردند که اغلب این حاکمان، قلعهٔ گراش را برای استقرار خود مناسب می‌دیدند. آخرین حاکم این سلسله، زادان‌خان گراشی بود که در سال ۱۳۰۹ خورشیدی و طی مبارزه با نیروهای دولتی رضاشاه پهلوی، شکست خورده و به تهران منتقل شد.

## دوران پیشاتاریخ
تپهٔ گال که در زبان محلی به آن بئر گال گفته می‌شود، یکی از آثار دوران پیشاتاریخ در گراش است. در گزارش کارشناسان سازمان میراث فرهنگی که جهت ثبت این تپه در فهرست آثار ملی ارائه شده‌است، با توجه به کشف سازه‌هایی از خشت خام در اندازه‌های بزرگ و در عمق ۳ متری از سطح زمین و نیز ظروف سفالی و دست‌سازهای سنگی، قدمت تپهٔ گال و سکونت در اطراف آن، ۴۰۰۰ سال ذکر شده‌است.
در امتداد تپهٔ گال، تپه‌های دیگری نیز قابل مشاهده هستند که در زبان محلی به آن‌ها جاشهر گفته می‌شود. با توجه به این که این جاشهرها هنوز مورد کاوش‌های کارشناسانه و مطالعات تخصصی قرار نگرفته‌اند، می‌توان به روشن شدن زوایای تاریکی از تاریخ کهن گراش و منطقهٔ جنوب فارس امیدوار بود.

## دوران باستان

### اشکانیان
در کتاب‌های دره‌التواریخ نوشتهٔ شیخ‌علی ادبی لاری و نیز منتخب‌التواریخ نوشتهٔ حبیب‌الله انصاری اشکنانی، چگونگی شکل‌گیری و تلاش برای استحکامات قلعهٔ گراش (همایون‌دژ) توسط فرهاد پسر سیامک آمده‌است. فرهاد در سدهٔ اول پیش از میلاد، یعنی هم‌زمان با حکومت بلاش پسر پیروز از پادشاهان اشکانی، به حکومت لارستان می‌رسد.

### ساسانیان

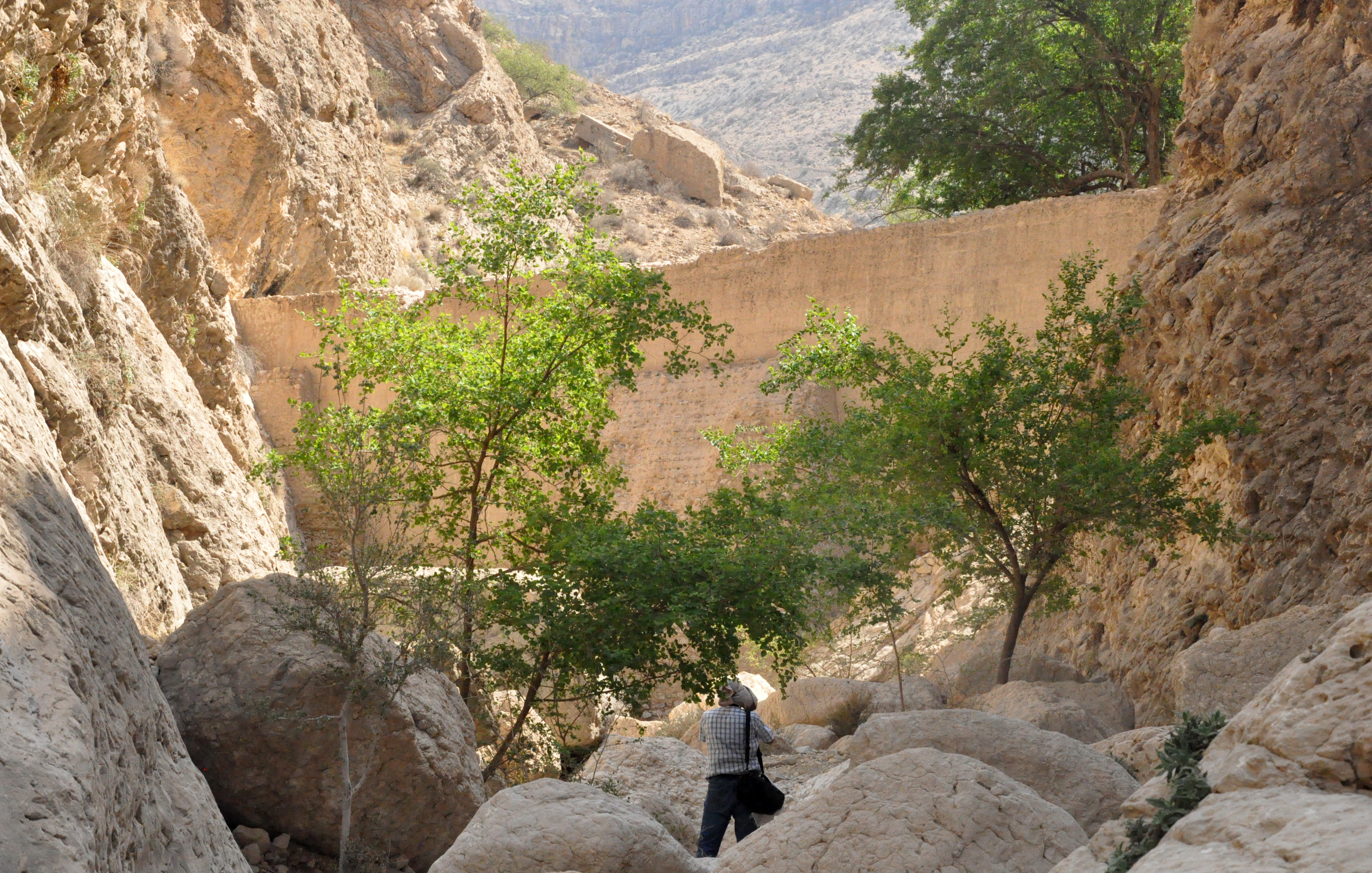
سد تاریخی تنگ آب (تَگِ آوو) دوره ساسانیان - عکس از حامد عبداللهی

وجود آثاری مانند سد ساروجی تنگ‌آب، موید رونق کشاورزی گراش در دورهٔ ساسانیان می‌باشد. سد تنگ‌آب که در تنگه‌ای در جنوب شهر گراش قرار دارد، با جوی‌های کوچکی به دشت گراش متصل می‌شده و آب موردنیاز برای کشاورزی آن مناطق را تأمین می‌کرده‌است. همچنین آثاری مانند چاه زیت و برکهٔ کده‌بان (که متأسفانه تخریب شده‌است) رونق کشاورزی در مناطق دیگر گراش را نیز تأیید می‌کنند.
ساخت‌وسازهایی از جنس سنگ و ملات گچ در تپهٔ باستانی گال، که بر روی سازه‌های خشتی پیش از تاریخ بنا شده‌است و بنا به گزارش کارشناسان سازمان میراث فرهنگی، مربوط به دورهٔ ساسانی می‌باشد، بیانگر بخشی دیگر از حیات تاریخی گراش در دوران ساسانیان است.

## دوران اسلامی

### قرون اول تا هفتم هجری
اتفاقات تاریخی گراش نیز همچون دیگر نقاط کشورمان، در قرون اولیهٔ اسلامی به‌درستی معلوم نیست. امّا همراهی سپاهی از گراش با لشگریان جهانگیریه و دیگر نقاط در مقابل لشگریان عمادالدوله علی‌بن‌بویه از پادشاهان دیالمه در اواخر قرن سوم، موضوعی است که در کتب تاریخی محلی آشکارا ذکر شده‌است.
در نیمهٔ دوم قرن چهارم، بر اساس مندرجات تذکرهٔ شاه‌زندو، امیرمحی‌الدین از جانب ایشان به فتح قلعهٔ گراش نائل می‌شود و فرماندهٔ قلعه را که شخصی به نام صارم‌بن‌خوره مجوسی بوده، به اسلام دعوت می‌کند؛ و مؤید این نکته، متن شجره‌نامهٔ سادات و امیران گراش از همراهان شاه‌زندو است که برداشتی از تذکره بوده و بازماندگان سادات شاه‌زندو در گراش را که به سادات فعلی گراش ختم می‌شود، به‌صورت مشروح ذکر می‌کند. به جز تذکره‌ای که در ابتدای قرن چهاردهم توسط سید علی‌اکبر بیرمی نوشته شده‌است، در هیچ‌کدام از کتب تاریخی در دسترس، به فتح قلاع منطقه توسط شاه‌زندو، کوچک‌ترین اشاره‌ای نگردیده‌است.
پناه بردن عبدالله‌خان پسر صدرالدین ابوالقاسم حاکم لار به قلعهٔ گراش در حملهٔ ابوبکربن‌سعد زنگی از اتابکان سلغوری به لار در قرن هفتم که طبق نوشتهٔ منتخب‌التواریخ و دره‌التواریخ «مدتی قلعه را محاصره کردند و دیدند علاج‌بردار نیست؛ پس بنا بر صلح گذاشتند…» و هم‌چنین ذکر نام گراش تحت عنوان جریس در کنار ایراهستان، صحرای کندران، جویم، فال، کران، رم و سیراف در کتاب تاریخ وصاف نوشته وصاف‌الحضره، درجهٔ اهمیت و آبادانی گراش و تسخیرناپذیری قلعهٔ آن را در مقابل تهاجمات در قرن هفتم هجری نشان می‌دهد.
ظهور شیخ رکن‌الدین دانیالی معروف به شیخ دانیال هنگی در قرن هفتم که طبق نوشتهٔ محمودبن‌عثمان در کتاب فردوس‌المرشدیه فی اسرارالصمدیه، از ده گریش بوده‌است و تأیید دکتر ایرج افشار و پروفسور اُبن (Aubin) فرانسوی، که گریش همان گراش کنونی است، به نظر دو محقق نشان‌دهندهٔ این است که این شهر در قرون ششم و هفتم نیز از آبادی و رونق برخوردار بوده‌است. شیخ دانیال با مهاجرت به خنج و پایه‌گذاری سلسلهٔ مشایخ دانیالی، خنج را به مقر خانقاهی از دراویش تبدیل می‌کند و در سرنوشت بنادر و جزایر خلیج فارس تأثیر زیادی بر جای می‌گذارد. با توسعهٔ فعالیت‌های مشایخ دانیالی در منطقه، گراش به عنوان زادگاه شیخ دانیال نیز در قرون ششم و هفتم محل استقرار مشایخ و بزرگان صوفیه دانیالی می‌گردد؛ به نحوی که سید کامل پیرقتالی (۶۲۸–۷۱۷ ه‍. ق) در ایام شباب به دستور پدر، با شیخ دانیال که در کبر سن بود ملاقات نمود و در گراش نیز «در یکی از روزهای ماه مبارک رمضان با شیخ غیاث‌الدین، و دیگر بزرگان و صوفیان گراش ملاقات داشته و نماز مغرب و عشاء به امامت ایشان برگزار می‌شود و بعد از نماز خفتن سید کامل پیر سخنرانی مفصلی ایراد می‌فرمایند که حاضرین شدیداً تحت تأثیر قرار می‌گیرند» (بخشایش، ۱۳۷۷).
«به این ترتیب، طی قرن هفتم هجری، خانقاه او به قدری شهرت یافت که به عنوان یکی از چهار رکن دراویش جنوب ایران مشهور شده بود. پس از او، مریدانش در سراسر حوزهٔ جنوب ایران و به‌ویژه دربار «هرمز» از قدر و ارزش والایی برخوردار شدند و اصولاً قرن هفتم را باید عصر «دانیال» و اخلاف او نامید.

### قرون هشتم تا دوازدهم هجری
در ابتدای قرن هشتم «تحولاتی در خنج باعث شد که شاخهٔ «دانیالی» و مشایخ آن دیار از قدرت پیشین افول نموده و جانشینان دانیال بنا به دلایل نامشخصی به دربار ملوک هرمز مهاجرت نمایند و ریاست طریقت پس از شیخ‌عبدالسلام خنجی (متوفی به سال ۷۴۶ ه‍. ق) به شیخ‌محمد ابونجم (۷۰۴–۷۸۶ ه‍. ق) منتقل گردید.» (وثوقی، ۱۳۷۴).
سلسلهٔ ابونجمی تحت حمایت حکام لار توانستند تا ابتدای قرن دهم به حیات سیاسی-اجتماعی خویش تداوم بخشند. در ابتدای قرن دهم با روی کار آمدن شاه‌اسماعیل صفوی و ترویج مذهب تشیع و تشدید اختلاف فرقه‌ای در منطقه و هم‌چنین انتقال مسیرهای تجاری منتهی به خلیج فارس از طریق خنج به مسیر جهرم، باعث ایجاد ناامنی در منطقه گردید. به نحوی که بنا به گفتهٔ وثوقی در کتاب خنج گذرگاه باستانی و محمداعظم بنی‌عباسیان در تاریخ جهانگیریه، بسیاری از مشایخ و علما از منطقه مهاجرت کردند. مسئلهٔ ناامنی در منطقه باعث تقویت قلاع نظامی از سوی حکام منطقه گردید که قلعهٔ گراش نیز از این امر مستثنی نبود؛ به‌طوری‌که نقش قلعهٔ گراش در تأمین امنیت منطقه و هم‌چنین محلی برای نگهداری ذخایر و مهمات، از ابتدای قرن دهم تا پایان دورهٔ قاجاریه به مدت چهارصد سال، در تاریخ منطقه مشهود است و نام سلسله‌حکام گراش از این تاریخ به بعد، بلاانقطاع در تاریخ‌های محلی ذکر شده‌است.
اولین حاکم گراش شخصی به نام احمدخان بود که از سوی نورمحمدخان که از جانب شاه‌اسماعیل صفوی منصب امیر دیوانی به وی تفویض شده بود، در سال ۹۲۳ هجری به قدرت رسید. «احمدخان از جانب پدر، حکمران جراش بود با توابع آن، و قلعهٔ جراش نسلاً بعد نسل بر اولادان احمدخان باقی ماند.» (ستاری، ۱۳۴۹ه‍. ق).
در قرن یازدهم چهار نسل از پسران احمدخان به نام‌های طالب‌خان پسر احمدخان (۱۰۴۲–۱۰۱۰ ه‍. ق)، محمدخان پسر طالب‌خان (۱۰۶۲–۱۰۴۲ ه‍. ق)، حاج‌طاهرخان پسر محمدخان (۱۰۸۷–۱۰۶۲ ه‍. ق) و حاجی‌حسن‌خان پسر طاهرخان (۱۱۵۴–۱۰۸۷ ه‍. ق) به حکومت رسیدند. در ابتدای این قرن شهر لار توسط علی‌ویردی‌بیک (الله‌وردی‌خان) غارت و ابراهیم‌خان حاکم لار اسیر گردید؛ ولی پسر او میرزاتقی‌خان همراه با چند نفر به قلعهٔ گراش نزد عمویش احمدخان حاکم گراش پناه برده و در امان ماند، اما پس از حکومت علی‌ویردی‌بیک بر لار، وی احمدخان را از حکومت گراش برکنار و پسرش طالب‌خان را به حکومت گراش برگزید. در این دوران گراش از آبادی و رونق نسبی برخوردار شده بود. وجود مساجد جامع و آخوند که از آن دوره باقی مانده‌اند، هم‌چنین حضور مشایخ بزرگواری چون شیخ‌مشهداسماعیل، شیخ‌حسین، حاجی‌صدره و شیخ‌عُزیر مشهور به پیر پنهان به عنوان مبلغین مذهبی در گراش، مؤید این نکته می‌باشد. هم‌اکنون آرامگاه این بزرگواران در گراش محل زیارت و احترام اهالی است. در این دوره با احداث آب‌انبارهای متعدد، حفر چاه‌ها و تعمیر و مرمت سد تنگ‌آب، کشاورزی نیز در گراش رونق گرفت و وجود کاروانسراهایی که تا دورهٔ معاصر در شهر گراش وجود داشت (جای مدرسهٔ اسدی، جای زورخانه و جای سپاه) و به محلی برای دادوستد تبدیل شده بود، حکایت از رونق تجاری و امنیت راه در این دوره دارد. در نیمهٔ دوم قرن یازدهم، در زمان حکومت حاجی‌طاهرخان، مصطفی‌خان بستکی آغاز سرکشی و یاغی‌گری نهاد و مالیات نمی‌پرداخت، لشگری از گراش به همراهی دیگر مناطق برای تأدیب مصطفی‌خان روانهٔ بستک شدند و مدت شش‌ماه به جنگ پرداختند تا بستک را به قهر و غلبه فتح کردند و مصطفی‌خان سر اطاعت فرود آورد (اشکنانی، ۱۳۵۲ ه‍. ق).
تمام نیمهٔ اول قرن دوازدهم را حاجی‌حسن‌خان حاکم گراش بود. حاکم لار با وی اظهار خویشی و ارادت می‌کرد و نسبت به وی و جانشین او حاج‌علی‌خان به نیکی رفتار می‌کرد؛ اما در نیمهٔ دوم قرن دوازدهم، امیرحسین‌خان پس از مرگ پدرش حاج‌علی‌خان به حکومت گراش رسید. وی فردی «ذوالاقتدار بودی و با حاکم لار یاغ شدی و مالیات ندادی و باقی برادران را گرفته محبوس ساختی و بنای ظلم و تعدی گذاشتی» (اشکنانی، ۱۳۵۲ ه‍. ق).
پس از شش‌ماه، مردم از دست وی به تنگ آمده و او را کشتند و برادرش محمدخان را به جای وی به حکومت رساندند. بنا به روایت محمداعظم بنی‌عباسیان در تاریخ جهانگیریه، به دنبال اختلاف و درگیری بین نصیرخان لاری و شیخ‌محمدخان بستکی، وی تصمیم گرفت «قلعهٔ گراش را تسخیر نماید. این قلعه بر یک تپهٔ بسیار مرتفع به قریهٔ گراش که از سه‌طرف آبادی‌ها را در آغوش گرفته در جلگه‌ای واقع شده، عمارات و برج و باروی مفصلی بالای کوه ساختمان شده که محل سکونت و انبار ذخایر و قورخانه و مهمات حکام لار مخصوصاً نصیرخان بوده‌است؛ و چندین فقره قشون دولت‌های وقت از گرفتن آن قلعه عاجز مانده بودند. با هزار تفنگ‌چی در سال ۱۱۶۶ ه‍.ق قلعهٔ گراش را متصرف و نیروی محمدخان همان شب تمام اسلحه و مهمات متصرفی را به بستک حمل و قلعه را خراب کردند. چو از سال غوسق ز هجرت گذشت، گراش دژکوه تسخیر گشت (غوسق= ۱۱۶۶).
لازم به توضیح است در دیگر کتب تاریخی از جمله منتخب‌التواریخ و دره‌التواریخ، تسخیر قلعهٔ گراش در سال ۱۲۱۲ ه‍. ق؛ و در زمان عبدالله‌خان بیگلربیگی پسر نصیرخان اتفاق افتاده‌است و شروع حکومت نصیرخان نیز در این کتب از سال ۱۱۹۴ ه‍.ق آغاز شده‌است و عملاً طبق روایت اخیر، در سال ۱۱۶۶ نصیرخان حاکم لار نبوده‌است.

### قرن سیزدهم هجری
در ابتدای قرن سیزدهم هجری، بین حاجی‌محمدخان گراشی حاکم گراش و عبدالله‌خان بیگلربیگی حاکم لار که قرابت نزدیکی نیز با هم داشتند، نزاع ملکی واقع شد و حاجی‌محمدخان از اطاعت عبدالله‌خان سرپیچی کرد و عبدالله‌خان نیز با نیروهای سواره و پیاده، به صورت غافلگیرانه به قلعهٔ گراش حمله کرد و حاجی‌محمدخان را کشت. قلعه بعد از سه‌ماه فتح شد و تمام اموال قلعه را عبدالله‌خان به یغما برد و میرهاشم اوزی را به عنوان نایب قلعهٔ گراش تعیین کرد ولی مردم گراش با همدیگر اجماع کرده، قلعه را از دست میرهاشم اوزی گرفتند و پسر حاجی‌محمدخان را که طالب‌خان نام داشت و در سن ده‌سالگی بود، به جای پدر نشاندند و چون این خبر به عبدالله‌خان که در گاوبندی بود رسید، از این غم دق کرده و هلاک شد و او را در آن‌جا به خاک سپردند (اشکنانی، ۱۳۵۲ ه‍. ق) و (ستاری، ۱۳۴۹ ه‍. ق).
پس از عبدالله‌خان، نصیرخان دوم پسر وی نیز قلعهٔ گراش را به مدت سه‌ماه و به روایتی شش‌ماه محاصره کرد و نتوانست قلعه را فتح کند ولی تمام نخل‌های گراش را قطع کرد و مردم گراش را فراری داد و بی‌نتیجه، به لار برگشت.
ظلم و ستم حاجی‌ابوطالب‌خان که از ابتدای قرن سیزدهم حاکم گراش شده بود بنا به نوشتهٔ تاریخ لارستان، مردم گراش را به شورش وامی‌دارد. مردم گراش با همدستی علیرضا نامی که از مردم گلپایگان بود و در گراش سکونت داشته‌است، موفق به کشتن ابوطالب‌خان شده و قلعهٔ گراش را تصرف می‌کنند و علیرضا را دَهباشی آن قلعه قرار می‌دهند. از این جهت وی به دَهباشی علیرضا گراشی موسوم شده‌است. علی‌خان حاکم لار چون از ماجرا مطلع می‌شود، با قشون زیادی قلعهٔ گراش را محاصره می‌کند ولی موفق به تسخیر نمی‌گردد. کشته شدن حاجی‌طالب‌خان در کتب دیگر تاریخی تأیید نمی‌گردد چرا که در منتخب‌التواریخ و دره‌التواریخ، جهت به قدرت رسیدن فتح‌علی‌خان در سال ۱۲۷۸ ه‍.ق حاجی‌طالب‌خان با برادر فتح‌علی‌خان یعنی حاج‌اسدالله، علیه حاکم وقت لارستان یعنی میرزاحسن‌علی‌خان نصیرالملک، همدست می‌شوند و موفق به رسیدن به هدف خود می‌گردند. مضاف بر این، کربلایی دَهباشی علیرضا داماد حاجی‌محمدخان یعنی شوهرخواهر حاجی‌طالب‌خان بوده‌است و در حکومت گراش با هم همکاری‌هایی داشته‌اند.

### قاجاریه
در زمان حکومت محمدشاه قاجار، هنگامی که علی‌خان بیگلربیگی حاکم لار برای امری به سبعه رفته بود، گراشی‌ها به فرماندهی دهباشی علیرضا به لار حمله کرده و لار را به تصرف خود درآوردند. دهباشی علیرضا تجار لار را می‌طلبید و از آن‌ها مبلغی پول می‌گرفت (اشکنانی، ۱۳۵۲ ه‍. ق).

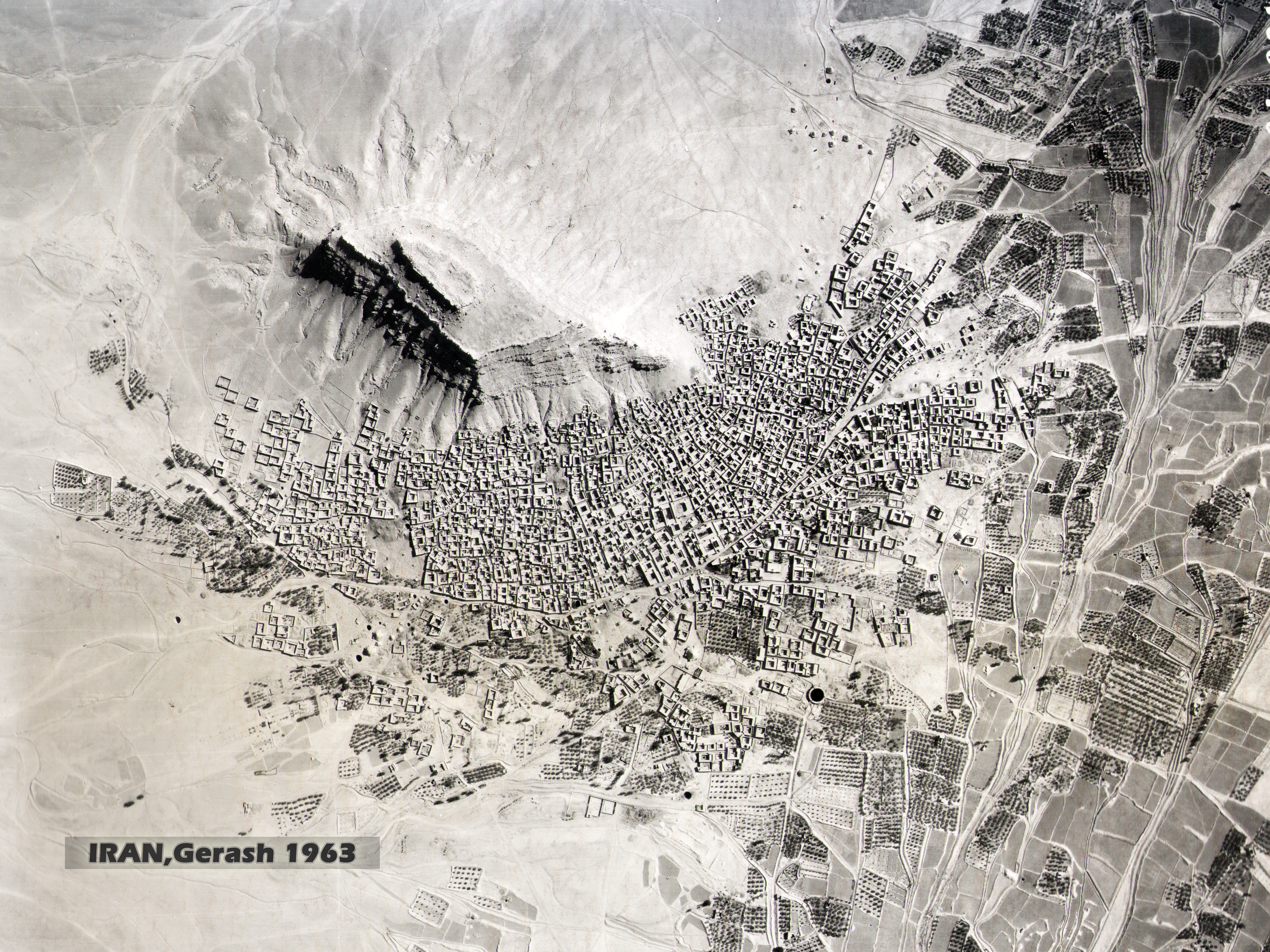
عکس هوایی گراش سال ۱۳۴۳ هجری شمسی (منبع سازمان نقشه‌برداری کشور)

در خصوص دهباشی علیرضا که بنا به نوشتهٔ فارس‌نامهٔ ناصری پس از قطع دودمان نصیرخانی در لار کلانتری لار و ضابطی بیشتر نواحی آن به عهدهٔ وی بوده‌است و شرح خدمات عمرانی و عام‌المنفعهٔ وی در گراش و لار و هم‌چنین ویژگی‌های شخصیتی وی درکتاب تاریخ کامل گراش نوشته شده توسط عبدالعلی صلاحی و همکاران به تفصیل آمده‌است؛ اما آنچه در تاریخچهٔ گراش و لار از اهمیت ویژه‌ای برخوردار است، شکل‌گیری یک دورهٔ تاریخی درخشان حدوداً صدساله است که وی و احفاد وی در منطقه به حکومت پرداخته‌اند و از این دودمان یکی از مقتدرترین حکام لار و سبعه یعنی فتح‌علی‌خان گراشی که بعدها عنوان بیگلربیگی لار و بنادر را از ناصرالدین‌شاه قاجار می‌گیرد، به ظهور رسیده‌است. در اغلب کتب تاریخی و سفرنامه‌های سیاحان خارجی، از اقتدار، وسعت قلمرو، تأمین نظم ولایتی، کارهای عمرانی و عام‌المنفعه، رونق کشاورزی در تمام مناطق تحت حاکمیت خود و هم‌چنین مردم‌داری و رعایت حقوق ادیان و مذاهب مختلف در دورهٔ حکومت فتح‌علی‌خان، به صورت مشروح مطالبی آمده‌است. از جمله آثار خیریهٔ وی احداث دو کاروانسرای تجاری و میدان بزرگ شهر لار، تعمیر بازار قیصریه لار که به خرابه‌ای تبدیل شده بود، تعمیر بقعهٔ شاه‌سیف‌الله قتال و شاه‌غیب قتالی و ساخت بقعه اسبق شیخ‌عبدالله انصاری در گراش، تعمیر سدها و احیای فاریاب‌ها و قنات‌های منطقه و مساعدت‌های مالی وی به بازاریان و کسبه و کمک به فقرا و اطعام آن‌ها و… می‌باشد.
بنا به نوشتهٔ فارس‌نامهٔ ناصری، دهباشی علیرضا در سال ۱۲۷۱ ه‍.ق به حکومت لار رسیده و در سال ۱۲۷۹ ه‍.ق در سن ۱۱۸ سالگی درگذشته‌است که به حکومت رسیدن وی در سن ۱۱۰ سالگی جای تأمل دارد؛ اما کتب دیگر تاریخی به حکومت رسیدن وی را سال ۱۲۷۵ ه‍.ق ذکر کرده و فوت او یک‌سال پس از شروع حکومتش ذکر شده‌است.
پس از این که حسین‌علی‌خان نصیرالملک به فرمان ناصرالدین‌شاه حاکم لار شد، گراشی‌ها با وی از در مخالفت درآمدند و با حمایت طالب‌خان حاکم گراش و حاج‌اسدالله پسر دیگر کربلایی علیرضا دهباشی، موجبات به حکومت رسیدن فتح‌علی‌خان گراشی را فراهم آوردند که بدین ترتیب، حاکم لار فتح‌علی‌خان را به لار طلبیده و حکومت لار را به او واگذار کرده‌است. فتح‌علی‌خان گراشی از سال ۱۲۷۸ ه‍.ق تا ۱۳۱۲ ه‍.ق به مدت ۳۴ سال حاکم بلامنازع گله‌دار، سبعه و بنادر بود که وسعت قلمرو او از مشرق به بلوک رودان و احمدی و نواحی جیرفت کرمان، از شمال به ناحیهٔ سیرجان، کرمان و نواحی از مغرب به علامرودشت و نواحی بلوک مالکی و از جنوب به دریای فارس می‌رسیده‌است. مأذون قشقایی در بیان قلمرو حکومت فتح‌علی‌خان گراشی می‌سراید.
در دورهٔ حکومت فتح‌علی‌خان بر خنج، نیریز و سبعه، حکومت گراش از سوی وی به پسرانش سپرده می‌شد که با وجود قلعهٔ گراش، که از مستحکم‌ترین قلاع منطقه به‌شمار می‌رفت، حکومت گراش مهم‌ترین پشتیبان وی در طول دورهٔ زمام‌داریش به‌حساب می‌آمد.

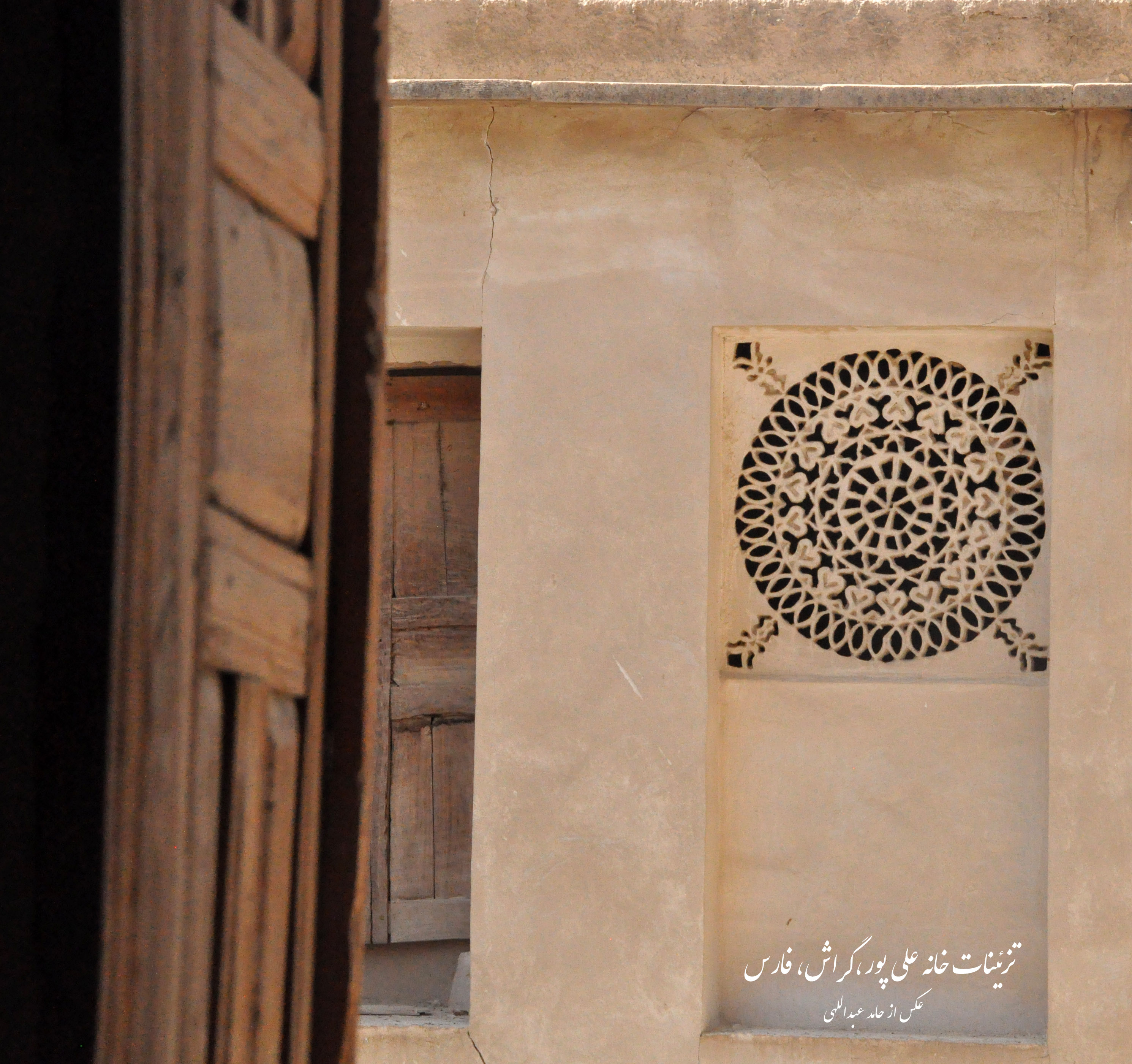
خانهٔ تاریخی علی‌پور

با دست‌یابی گراشی‌ها به بالاترین قدرت سیاسی منطقه یعنی حاکمیت بر لار، سبعه‌جات و بنادر حاشیه خلیج فارس، نه‌تنها لار به اوج شکوفایی و رشد خود و تحکیم قلمرو حکومتی خود رسید، بلکه گراش نیز از اواخر قرن سیزدهم تا ابتدای ظهور پهلوی اول، در تمام ساختارهای اقتصادی، اجتماعی، فرهنگی و سیاسی به پیشرفت‌های چشم‌گیری دست یافت. ثبات سیاسی و امنیتی که پس از حاکمیت فتح‌علی‌خان گراشی بر منطقه ایجاد شد، موجبات این پیشرفت‌ها را فراهم آورد. در سال ششم از حکومت وی، حاج‌اسدالله برادر فتح‌علی‌خان با حضور در نجف نزد میرزای شیرازی، تقاضای اعزام مجتهدی به گراش نمود که ایشان آیت‌الله شیخ‌علی رشتی را به گراش فرستادند. در بیشتر کتب تاریخی از جمله منتخب‌التواریخ آمده‌است که «حاجی‌اسدالله در گراش بنای مدرسهٔ بسیار عالی گذاشتی و کتبات علمیه از عراق خریده وقف بر طلاب نمودی و آقاشیخ‌علی را به گراش آورده و طلاب زیادی به جهت آقاشیخ‌علی جمع کرده و در مدرسه‌اش جای داده، هر ماهه حقوق معین به جهت طلاب قرار داده و هر شب جمعه چند دیگ برنج و گوشت طبخ کرده عموم فقرای بلد را طلبیده اطعام می‌کرد و حاصل گراش را به دارالعلم قرار داده…» حاج‌اسدالله نه‌تنها مدرسهٔ علمیه، که چندین آب‌انبار، من‌جمله آب‌انبار کَل که در نوع خود بی‌نظیر است و بزرگ‌ترین آب‌انبار ایران به‌شمار می‌آید، حمام، حسینیه، مصلا و مسجد را به یادگار گذاشته‌است که بیش‌تر آن‌ها اکنون در فهرست آثار ملی به ثبت رسیده و حفظ شده‌اند.

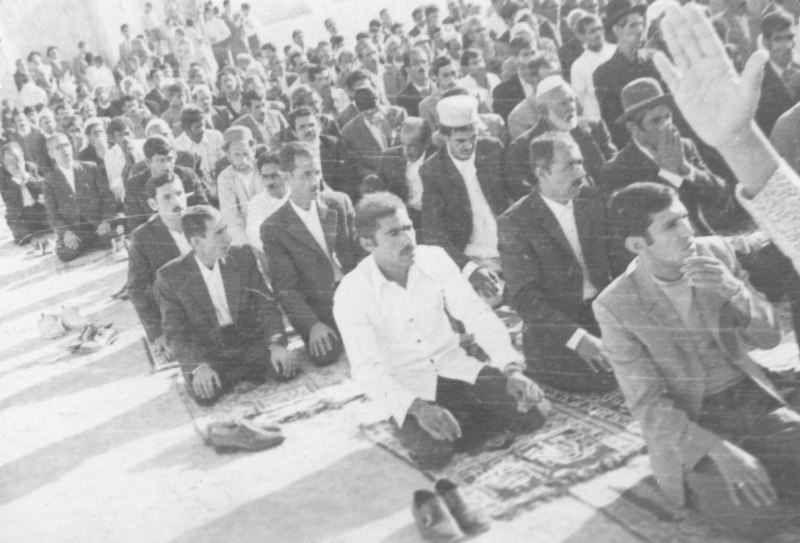

رشد ساختار فرهنگی در این دوره، با نوشتن کتاب‌های «فائده‌البیان» و «عالم‌الخیام» توسط حاج‌اسدالله و کتاب‌های «میزان‌المسالک فی ترتیب‌الدلائل و المدارک» و «تحقیق توبه و رموز آن» توسط شیخ‌علی رشتی و «دیوان اشعار» توسط محمدجعفرخان مقتدرالممالک متخلص به شیدای گراشی و دیوان شعری به نام «باغستان» و «تفسیر سورهٔ فاتحه» توسط حاج‌رستم‌خان گراشی، کتاب «مباحثه مولاقلی اخباری گراشی با سیدعبدالحسین لاری» و حضور مجتهد به‌نام و مسلم که از سوی بسیاری از مراجع تأیید گردیده بود یعنی آیت‌الله سیدعباس معصومی بزرگ ادامه یافت. به‌نحوی که ایشان با وجود مدت کم حضور خود در منطقه، توانست مدرسهٔ علمیه شیخ‌علی رشتی که هم‌اکنون توسط نوهٔ ایشان حجت‌الاسلام سیدعباس معصومی اداره می‌گردد را احیا کند؛ و بنا به نوشتهٔ آیت‌الله العظمی مرعشی‌نجفی کتب و رسالاتی را در فقه و اصول و کلام و تفسیر و غیر آن‌ها به رشتهٔ تحریر درآورد (گلشن ابرار، جلدششم، ۱۳۸۶). و از حمایت بسیاری از مراجع و هم‌چنین مجلس شورای ملی، برای حضور در منطقه و در امان ماندن از معارضین برخوردار گردد؛ ولی آزار و اذیت ایشان از سوی هم‌قطارانش باعث شد به کرمانشاه مهاجرت کرده و در آن‌جا منشأ خدماتی گردد. از جمله کتبی که از او برجای مانده‌است، کتاب «محاسن‌الاخلاق» است که به همت نوهٔ ایشان چاپ شده‌است.
در ساختار اقتصادی نیز گراشی‌ها توانستند به کمک حکام در بیش‌تر توابع و لار به کشاورزی منطقه رونق به‌سزایی ببخشند. آن‌ها با احیای فاریاب‌ها و قنات‌ها و هم‌چنین تعمیر سدها و احداث چاه‌ها و آب‌انبارها و ایجاد سیستم تقسیم‌بندی آب رودخانه‌های فصلی، کشاورزی را در منطقه احیا کردند. چه در بیش‌تر کتب تاریخی از جمله سفرنامهٔ سدیدالسلطنه و فارس‌نامهٔ ناصری، بارها به موضوع اجارهٔ زمین در روستاها و رونق کشاورزی توسط گراشی‌ها پرداخته شده‌است.